# Pabellón de Santo Domingo
El pabellón de Santo Domingo de la Exposición Iberoamericana de 1929 se encuentra en la avenida de la Palmera, Sevilla, Andalucía, España. Fue construido por la República Dominicana.

## Historia y pabellón
El Presidente de República Dominicana, Horacio Vázquez, propuso que el pabellón de su país en la muestra iberoamericana fuera una reproducción a escala del Alcázar de Colón, del siglo XVI, que se encuentra en la República Dominicana. Sobre la puerta delantera se encuentra un escudo heráldico de Diego Colón.
En las fachadas delantera y trasera se situaron arquerías. En las esquinas del pabellón se pusieron garitas defensivas como las que había en las fortalezas españolas del Caribe.
Actualmente alberga la sede de la Dirección General de Educación y Edificios Municipales del Ayuntamiento de Sevilla.